# 5 canciones que nunca debieron salir
Cinco canciones que nunca debieron salir (estilizado erróneamente cómo 5 canciones que nunca debieron salir) es el nombre del sexto álbum de estudio de la banda de punk rock 6 Voltios, el álbum contiene las canciones que no se pudiron grabar en sus anteriores discos; dicho álbum fue lanzado el 2010 por los 12 años de aniversario de la banda.

## Lista de canciones
| 5 canciones que nunca debieron salir |                            |          |  |
| N.º                                  | Título                     | Duración |  |
| 1.                                   | «Eres todo para mí»        | 3:04     |  |
| 2.                                   | «Algo violento»            | 3:16     |  |
| 3.                                   | «Días de mi sueño»         | 2:21     |  |
| 4.                                   | «Entre tú y yo»            | 4:12     |  |
| 5.                                   | «Día plástico (con Nesio)» | 3:32     |  |